# Кебско
Кебско — деревня в юго-западной части Стругокрасненского района Псковской области. Входит в состав сельского поселения «Новосельская волость».
Расположена на юго-восточной окраине волостного центра, села Новоселье, близ железной дороги Псков — Струги Красные — Луга — Санкт-Петербург, в 23 км к юго-западу от посёлка Струги Красные. К югу — одноимённое озеро.

## Население
Численность населения составляет на 2010 год 66 жителей, на 2010 год — 55 жителей.